# Stadion w Gdańsku

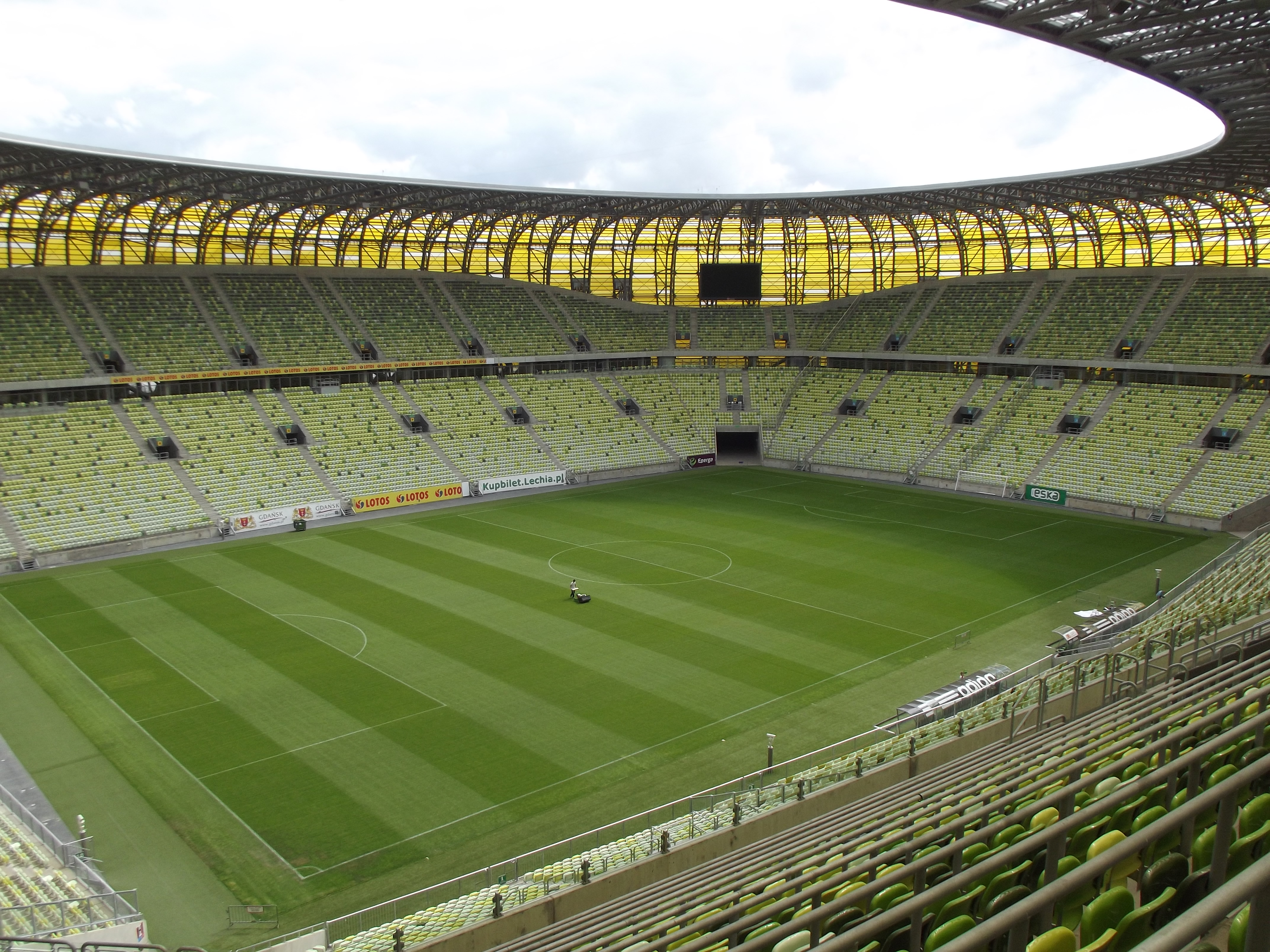
Stadion od środka

Stadion w Gdańsku, znany również pod komercyjną nazwą Polsat Plus Arena Gdańsk – stadion piłkarski w Gdańsku, znajdujący się przy ulicy Pokoleń Lechii Gdańsk 1, w dzielnicy Letnica. Stanowi własność miasta Gdańska, a jego głównym użytkownikiem jest klub piłkarski Lechia Gdańsk. Stadion został oddany do użytku 19 lipca 2011 roku, a pierwszym oficjalnym meczem było spotkanie Lechii z Cracovią rozegrane 14 sierpnia tego samego roku. 26 maja 2021 roku stadion gościł finał Ligi Europy.
Stadion jest piątym co do wielkości największym obiektem piłkarskim w Polsce. Wyprzedzają go jedynie Stadion Narodowy im. Kazimierza Górskiego w Warszawie, Stadion Śląski w Chorzowie, Stadion Poznań oraz Stadion Wrocław. Pojemność stadionu wynosi 41 620 miejsc. Jest on stadionem czwartej kategorii UEFA.
Jest to pierwszy stadion w Polsce używający technologii Smart Wi-Fi.

## Historia

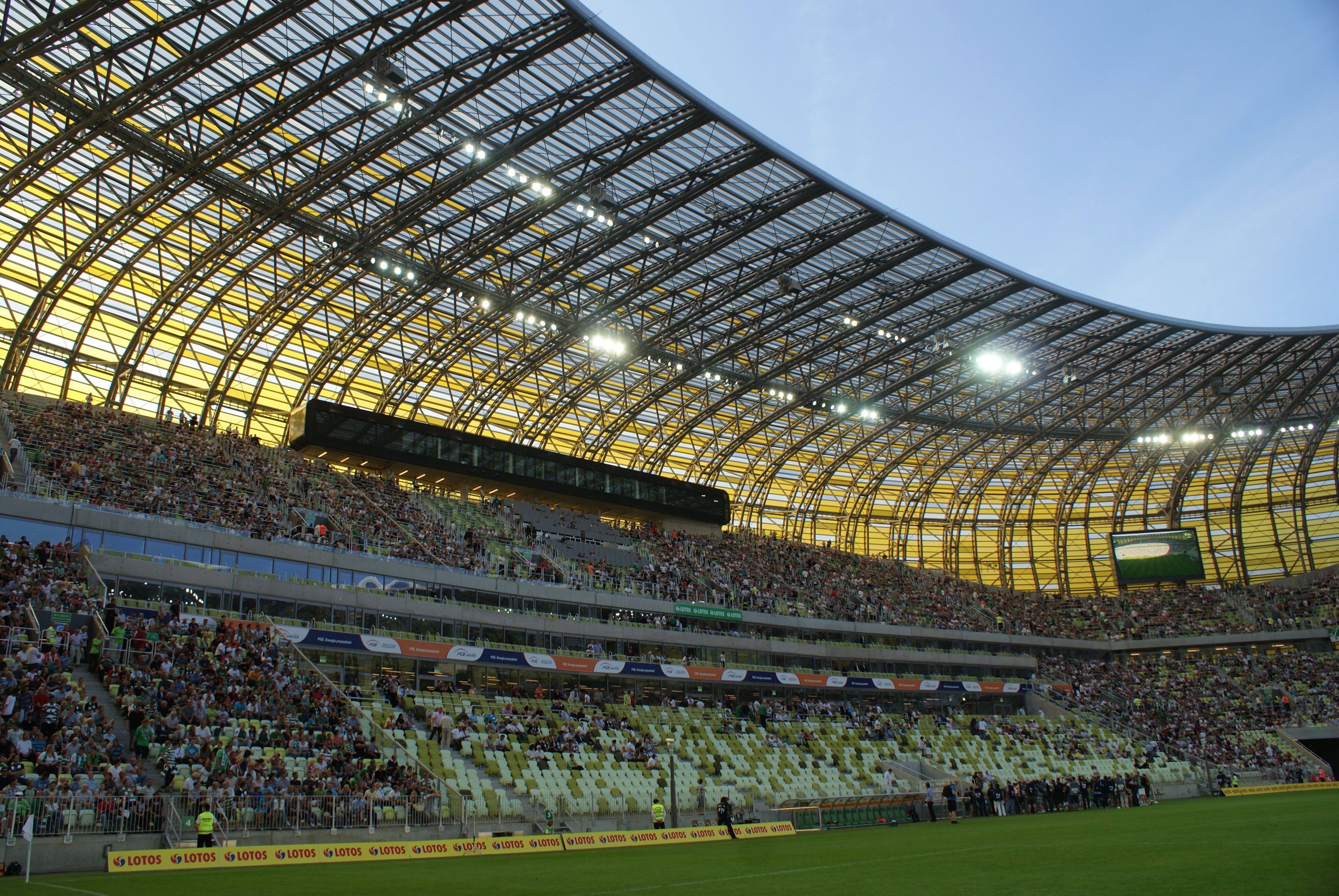
Trybuna VIP przed meczem inauguracyjnym Lechia Gdańsk – Cracovia

Stadion został wybudowany specjalnie z myślą o mistrzostwach Europy w piłce nożnej, które odbywały się w 2012 roku w Polsce i Ukrainie. Pierwszy projekt koncepcyjny stadionu miasto Gdańsk zaprezentowało jeszcze przed wyborem gospodarza turnieju. 31 stycznia 2008 roku wybrano architekta, który miał zaprojektować stadion. Była to firma Rhode-Kellermann-Wawrowsky z Düsseldorfu, która zaprojektowała m.in. stadiony Veltins-Arena w Gelsenkirchen oraz AWD-Arena w Hanowerze.

### Budowa
2 kwietnia 2008 rozpoczęły się prace przygotowujące grunt pod budowę stadionu, m.in. likwidacja ogródków działkowych, wycinka drzew oraz krzewów. 15 grudnia, ruszyły prace ziemne, mające na celu wymianę i zagęszczenie gruntu pod budowę stadionu. 28 maja 2009 roku rozpoczęto budowę stadionu, a 15 lipca wmurowano kamień węgielny. Pierwotna planowana data ukończenia stadionu to koniec 2010 roku, której nie udało się dotrzymać. 9 czerwca 2011 roku, otwarcie obiektu zainaugurować miało spotkanie reprezentacji Polski i Francji, jednak ze względów bezpieczeństwa, gdańska policja nie wydała zgody na organizację meczu, który został przeniesiony do Warszawy. Stadion oddano do użytku dopiero 19 lipca 2011 roku. Koszt budowy wyniósł 709 mln zł.

### Pierwsze mecze
Pierwszym meczem rozegranym na stadionie było spotkanie Lechii Gdańsk z Cracovią 14 sierpnia w ramach 3. kolejki Ekstraklasy, które zakończyło się wynikiem 1:1.
Pierwszy międzynarodowy mecz na Stadionie w Gdańsku Letnicy odbył się 6 września 2011 roku pomiędzy drużynami Polski i Niemiec, zakończony wynikiem 2:2.

### Nazwa
Zgodnie z Rozporządzeniem Rady Ministrów z 2007 roku stadion nosił nazwę Arena Bałtycka. W latach 2010–2015, zgodnie z zawartą umową sponsorską z Polską Grupą Energetyczną, stadion nosił nazwę PGE Arena Gdańsk. Umowa z PGE wygasła 30 września 2015. Od listopada 2015 do 31 października 2020 sponsorem tytularnym stadionu była Energa, a stadion nosił nazwę Stadion Energa Gdańsk. Przez kilka miesięcy po zakończeniu umowy z Energą, stadion nie posiadał sponsora tytularnego. 21 maja 2021 roku podpisano nową umowę sponsorską z Grupą Cyfrowy Polsat ważną do 31 grudnia 2026. Od tej pory stadion nosi nazwę Polsat Plus Arena Gdańsk.

### Nagrody
- Maj 2012 – Budowa Roku 2011 – konkurs Polskiego Związku Inżynierów i Techników Budownictwa – nagroda została przyznana za pracę wykonawcy i Spółki BIEG 2012, która sprawowała nadzór nad budową.
- Maj 2012 – The Stadium Business Awards 2012 – PGE Arena Gdańsk jedynym polskim stadionem z nagrodą w międzynarodowym, prestiżowym konkursie za najlepszą architekturę i projekt stadionu.
- Marzec 2012 – DEMES 2011 – PGE Arena Gdańsk laureatem Nagrody Biznesu Sportowego DEMES w kategorii „Obiekt Sportowy”
- Luty 2012 – Stadion roku 2011 – zwycięstwo w głosowaniu na najpiękniejszy stadion na świecie w roku 2011. Głosowanie na portalu www.stadiony.net.
- Styczeń 2012 – Sportowa Arena Roku 2011 – w plebiscycie miesięcznika Sportplus
- Grudzień 2011 – Najlepszy Projekt Sportowo-Turystyczny w Polsce – w V edycji konkursu „Innowator” organizowanego przez Central EUROpean Quality Institude i Centrum im. Adama Smitha[16].

## Konstrukcja

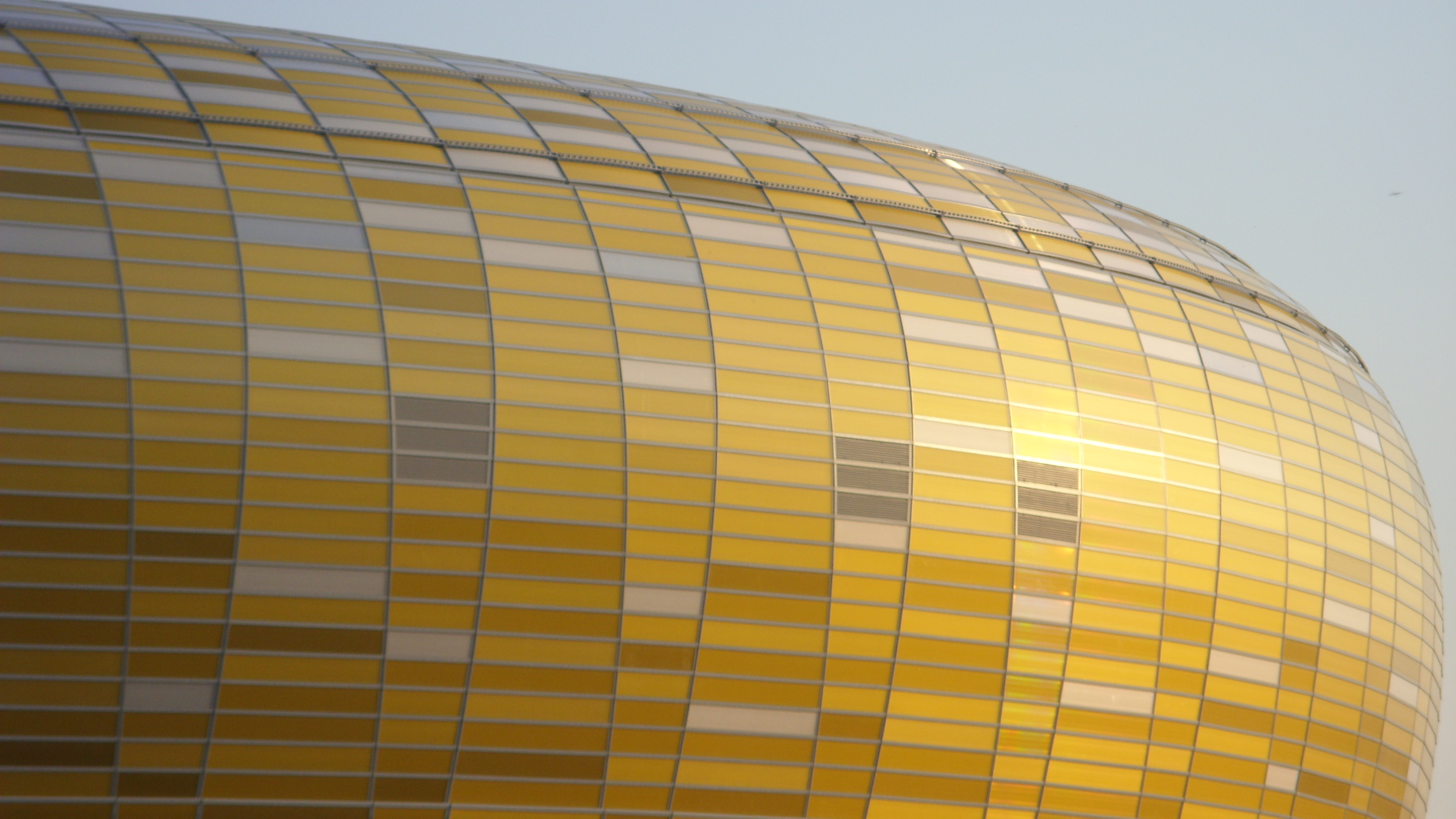
Fasada stadionu, zbudowana z poliwęglanowych modułów

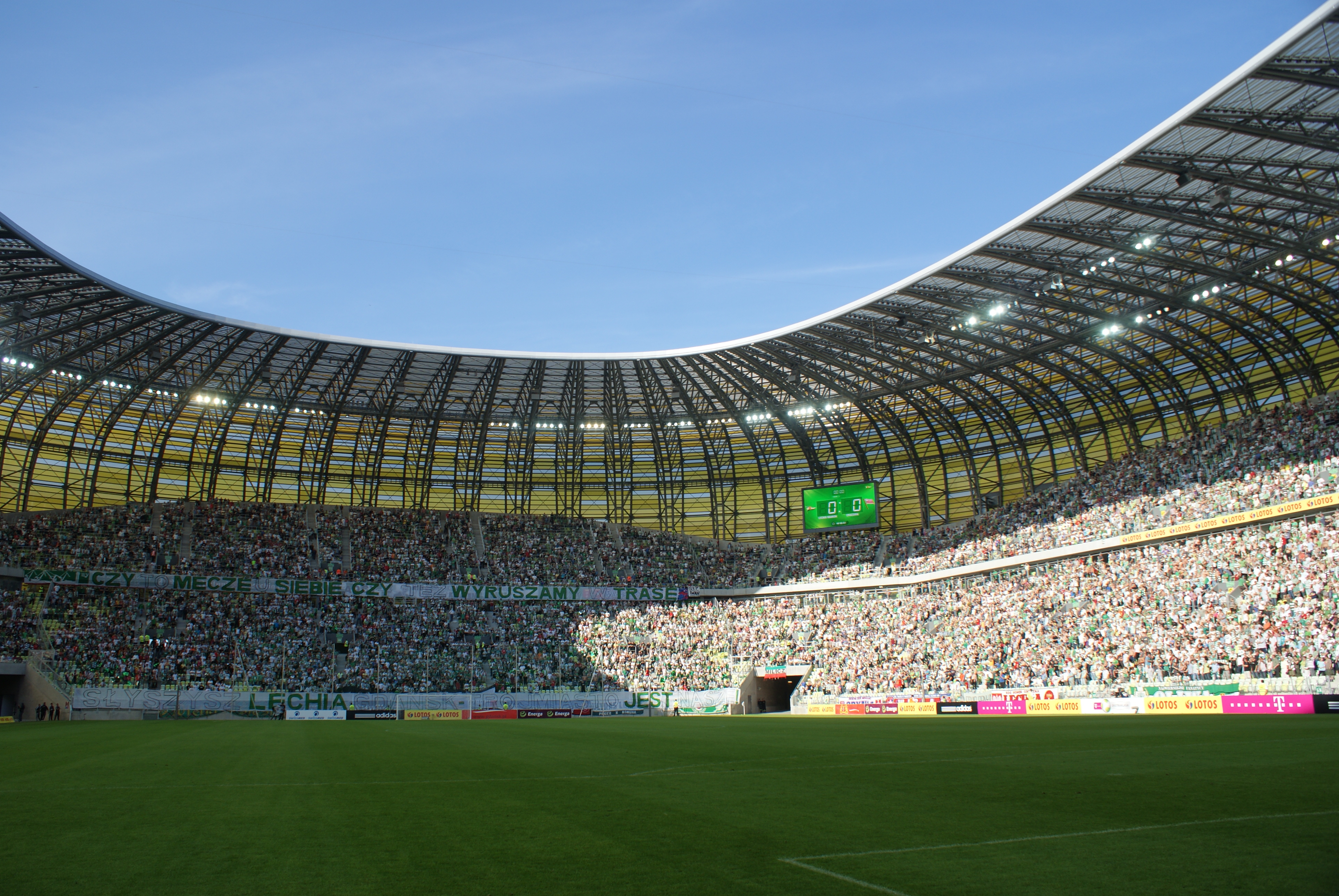
Trybuny podczas meczu inauguracyjnego Lechia Gdańsk – Cracovia

Wymiary stadionu to 236 m długości, 203 m szerokości i 45 m wysokości. Fasada pokryta jest 18 000 płytek z poliwęglanu, w 6 odcieniach, o łącznej powierzchni 4,5 ha. Na stronach wschodniej i zachodniej fasady istnieją stelaże przystosowane do montażu loga z nazwą sponsora tytularnego stadionu.

### Pojemność
Pojemność stadionu wynosi 41 620 miejsc podczas meczów ligowych. Podczas mistrzostw Europy w 2012 roku została ona zmniejszona do 40 tysięcy (w 2012 pojemność stadionu określano na 43.615 miejsc). Na stadionie znajduje się 37 lóż VIP (10, 20 i 24 osobowych). Oprócz lóż, miejscami o wyższym standardzie są także 1383 miejsca biznesowe. Wyposażone są one w komfortowe fotele i usytuowane tuż pod lożami. Loże i miejsca biznesowe mają osobne wejścia niż dla reszty kibiców. Podczas inauguracji stadionu, na stadionie zasiadły 34 444 osoby.

### Nagłośnienie, obraz i oświetlenie
308 głośników o łącznej mocy 195 000 watów, połączonych 40 kilometrami kabli. W 4 narożnikach znajdują się telebimy – każdy o: powierzchni 70 m², wymiarach 6 m wysokości i ponad 11 m szerokości, masie 2,8 tony. Zmodernizowane oświetlenie jest wykonane w technologii LED.

### Boisko
Wymiary boiska to 105 × 68 m. Murawa wyłożona została z 555 rolek (każda o długości 12 m, 1,2 m szerokości, 0,3 m grubości). Stadion w Gdańsku jako jeden z dwóch obiektów w Europie posiada murawę hybrydową. Jest to połączenie murawy sztucznej z prawdziwą. Drugim obiektem jest Estadio Santiago Bernabéu w Madrycie.

## Lokalizacja i dojazd

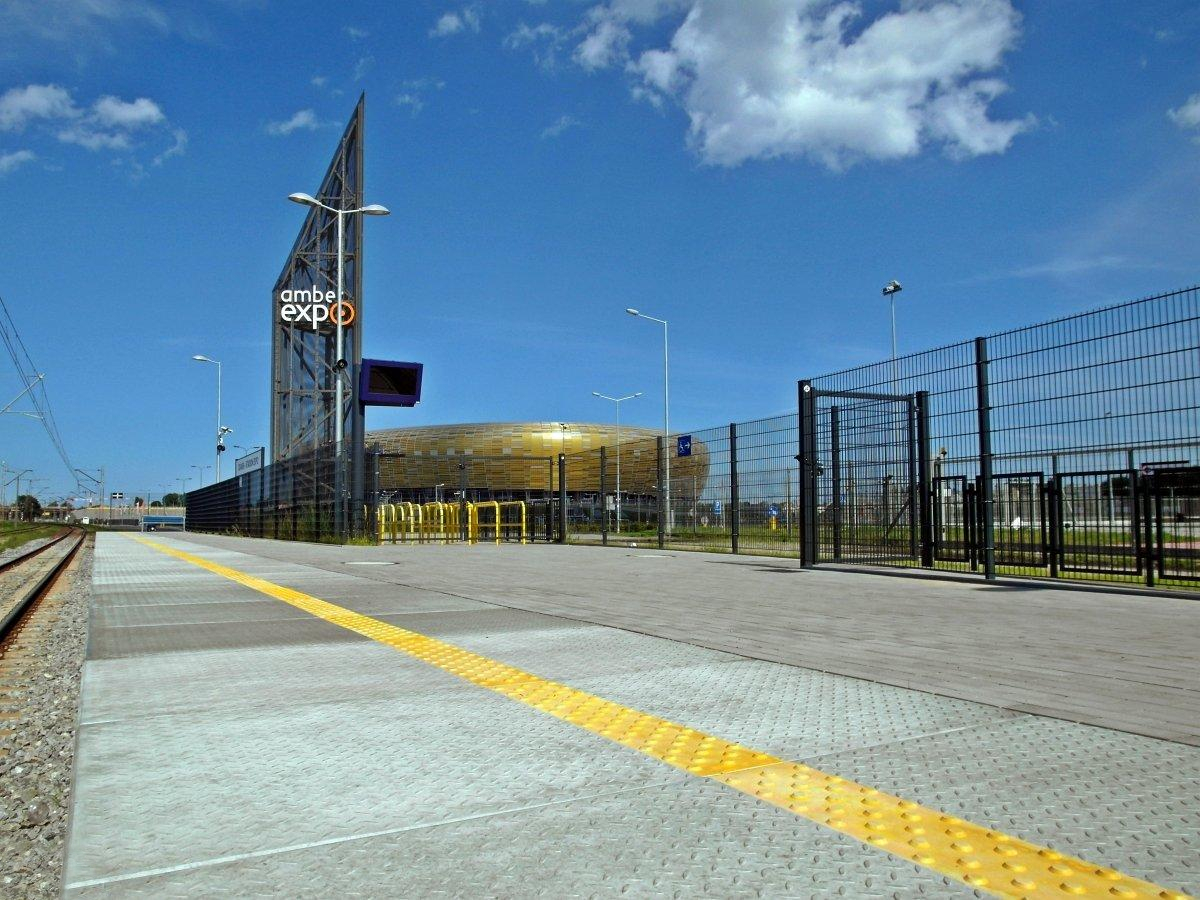
Peron Gdańsk Stadion Expo

Stadion mieści się w północnej części miasta, nad Martwą Wisłą, w dzielnicy Letnica. Główne wejście znajduje się przy ulicy Pokoleń Lechii Gdańsk. Przy stadionie znajduje się 2179 miejsc parkingowych dla samochodów i 74 dla autobusów.
Głównymi drogami dojazdowymi są ulice Marynarki Polskiej oraz Uczniowska. Dojazd do stadionu możliwy jest komunikacją miejską: liniami tramwajowymi 7 oraz 10 do przystanku "Polsat Plus Arena Gdańsk", liniami autobusowymi 158, 258, 658 oraz N6 do przystanku "Polsat Plus Arena Gdańsk" lub linią autobusową 283 do przystanku "Polsat Plus Arena Gdańsk" lub "Żaglowa - AmberExpo".
W dni meczowe uruchamiane są specjalne bezpłatne pociągi SKM na trasie Gdańsk Główny – Gdańsk Stadion Expo. Linia była reaktywowana w ruchu pasażerskim specjalnie z okazji Mistrzostw Europy w Piłce Nożnej 2012. Po raz pierwszy połączenie SKM zostało wykorzystane przed i po meczu Lechia Gdańsk – Legia Warszawa 3 maja 2012. Linia uruchamiana jest także w dniach, gdy odbywają się targi w położonej tuż obok stadionu nowej siedzibie MTG, co podkreśla nazwa przystanku.

## Fun Arena
Otwarte w czerwcu 2014 r. Centrum Rekreacyjno-Sportowe Fun Arena to miejsce umożliwiające aktywne spędzanie czasu. Zagospodarowanie Centrum polega na wynajmie powierzchni najemcom, którzy prowadząc działalność gospodarczą w Fun Arenie zaoferują wszystkim chętnym możliwość korzystania z różnorodnych atrakcji. Powierzchnia pierwotnie przeznaczona do najmu wynosiła ok. 8000 metrów kwadratowych i została podzielona na lokale. Fun Arena posiada niezależne wejście z ulicy i zlokalizowana jest pod wschodnią (żółtą) trybuną stadionu w Gdańsku Letnicy. Założeniem Fun Areny jest prowadzenie działalności, która wpisuje się w wizerunek stadionu, jako miejsca gwarantującego wypoczynek, relaks lub aktywność fizyczną.
Oprócz tego stadion zapewnia inne atrakcje – zarówno płatne, jak i bezpłatne.

## Kalendarium
- 2008
  - 23 czerwca – porządkowanie terenu pod stadion (likwidacja ogródków działkowych, wycinka drzew i krzewów).
  - 31 lipca – 92 tomy pierwszej części dokumentacji budowlanej.
  - 26 września – zezwolenie na budowę stadionu w Letnicy.
  - 15 grudnia – początek prac ziemnych i melioracyjnych[34].
  - 31 grudnia – firma RKW Rhode Kellermann Wawrowsky dostarczyła projekt stadionu, zajmuje on 137 tomów.
- 2009
  - 25 marca – otwarcie kopert z ofertami na budowę stadionu. Najniższa oferta opiewa na 521 794 000 zł, najdroższa na 635 000 000 zł.
  - 27 marca – firma Hydrobudowa Polska S.A. została zwycięzcą przetargu składając ofertę na 522 mln zł.
  - 10 kwietnia – podpisana została umowa na budowę stadionu z konsorcjum Hydrobudowa Polska S.A, Hydrobudowa 9, Alpine Bau Deutschland AG Berlin, Alpine Bau GmbH Austria, Alpine Construction Polska Sp. z o.o. na kwotę 521 794 000 zł[35].
  - 28 maja – rozpoczęto budowę stadionu, prace zaczęto od realizacji platformy w sektorze VIP[12].
  - 15 lipca – wmurowano kamień węgielny.
  - 24 sierpnia – ogłoszono trzeci przetarg związany z budową stadionu. Dotyczył on partnera technologicznego stadionu, realizacji i eksploatacji systemów teletechnicznych oraz zapewnienia finansowania w tym zakresie.
  - 10 grudnia – ogłoszono zwycięzcę konkursu na sponsora tytularnego stadionu, została nim spółka PGE[36].
- 2010
  - 13 kwietnia – podpisanie umowy na dostawę systemów teletechnicznych z firmą Trias za 87,7 mln zł[37].
  - 25 maja – podpisanie umowy na sprzedaż nazwy stadionu[38].
  - 24 lipca – uroczystość zawieszenia wiechy na konstrukcji stadionu[39].
  - 31 sierpnia – montaż ostatniego z 82 stalowych dźwigarów stanowiących konstrukcję dachu[40].
  - 14 listopada – uwolnienie z podpór konstrukcji stalowej dachu[41].
  - 25 listopada – pierwsza płyta poliwęglanowa na poszyciu stadionu[9].
- 2011
  - 16 lutego – rozpoczął się montaż nagłośnienia stadionu[25].
  - 27 maja – oficjalne nadanie nazwy nowo wybudowanej ulicy przy stadionie – ul. Pokoleń Lechii Gdańsk[42].
  - 19 lipca – oddanie stadionu do użytku[6].
  - 6 sierpnia – dzień otwarty stadionu.
  - 14 sierpnia – inauguracja obiektu – mecz Lechia Gdańsk – Cracovia (1:1)[2].
  - 6 września – pierwszy mecz międzynarodowy – Polska – Niemcy (2:2).
- 2012
  - 10 czerwca – pierwszy mecz UEFA EURO 2012 Hiszpania – Włochy (1:1).
  - 22 września – pierwszy mecz rugby union Lechia Gdańsk – Arka Gdynia (47:25).
  - 27 września – koncert amerykańskiej piosenkarki Jennifer Lopez w ramach Dance Again World Tour[43].
  - 14 listopada – mecz towarzyski – Polska – Urugwaj (1:3).
- 2013
  - 19 czerwca – koncert amerykańskiego zespołu Bon Jovi. Odbył się w ramach światowej trasy koncertowej Because We Can Tour[44].
  - 19 lipca – pierwszy odwołany mecz, po inauguracji stadionu, towarzyski FC Barcelony z Lechią Gdańsk planowany na 20 lipca 2013[45]. Do odwołania sprzedano 32 tysiące biletów (ok. 73.37% pojemności maksymalnej stadionu na mecze ligowe)[46].
- 2014
  - 19 sierpnia – koncert Justina Timberlake’a w Polsce w ramach jego światowej trasy – The 20/20 Experience World Tour.
- 2015
  - 16 czerwca – mecz towarzyski – Polska – Grecja (0:0).
- 2016
  - 1 czerwca – mecz towarzyski – Polska – Holandia (1:2)[47][48].
  - 15 lipca – koncert Music Power Explosion. Na gdańskiej arenie wystąpili Felix Jaehn, Avicii i Modestep.
- 2017
  - 13 listopada – mecz towarzyski – Polska – Meksyk (0:1).
- 2018
  - 15 listopada – mecz towarzyski – Polska – Czechy (0:1).
- 2019
  - 9–11 sierpnia – kongres regionalny Świadków Jehowy pod hasłem „Miłość nigdy nie zawodzi!”; 14 410 obecnych[49][50][51].
- 2020
  - 7 października – mecz towarzyski – Polska – Finlandia (5:1).
  - 11 października – mecz Ligi Narodów UEFA – Polska – Włochy (0:0).
- 2021
  - 26 maja – Finał Ligi Europy – Villarreal – Manchester United (1:1; rzuty karne 11:10).
- 2022
  - 4 czerwca – koncert Dawida Podsiadło.
- 2024
  - 1-2 czerwca – koncert Dawida Podsiadło.
  - 28–30 czerwca – kongres regionalny Świadków Jehowy pod hasłem „Głośmy dobrą nowinę!”[52][53][54][55].
  - 12-13 lipca – koncert Eda Sheeran'a.

## Mecze międzynarodowe

### Mecze towarzyskie i sparingi
| 18 października 2011 | Lechia Gdańsk | 0:0 | FK Žalgiris Wilno |                                                           |
| 20:00 CEST           |               |     |                   | PGE Arena Gdańsk Widzów: 3 000 Sędzia: Dominik Sulikowski |

| 230 lipca 2013 | Lechia Gdańsk                              | 2:2   | FC Barcelona                         |                                                   |
| 20:45 CEST     | Jarosław Bieniuk 16' · Piotr Grzelczak 50' | (1:1) | 26' Sergi Roberto · 56' Lionel Messi | PGE Arena Gdańsk Widzów: 30 000 Sędzia: Paweł Gil |
| 20:45 CEST     | Patryk Tuszyński 54'                       | (1:1) |                                      | PGE Arena Gdańsk Widzów: 30 000 Sędzia: Paweł Gil |

| 329 lipca 2015 | Lechia Gdańsk        | 1:2   | Juventus FC                         |                                                            |
| 17:00 CEST     | Adam Buksa 82'       | (0:1) | 4' Paul Pogba · 90' Mario Mandžukić | PGE Arena Gdańsk Widzów: 26 000 Sędzia: Dominik Sulikowski |
| 17:00 CEST     | Piotr Wiśniewski 34' | (0:1) |                                     | PGE Arena Gdańsk Widzów: 26 000 Sędzia: Dominik Sulikowski |

| 413 lipca 2018 | Lechia Gdańsk | 0:1   | Asteras Tripolis              |                                     |
| 17:00 CEST     |               | (0:1) | 45' Kostas Triantafillopoulos | Stadion Energa Gdańsk Widzów: 2 090 |

| 59 września 2018 | Lechia Gdańsk                                 | 0:1   | Karpaty Lwów                              |                                                                |
| 18:30 CEST       |                                               | (0:1) | 23' (k) Cristian Ponde                    | Stadion Energa Gdańsk Widzów: 9 437 Sędzia: Dominik Sulikowski |
| 18:30 CEST       | Mateusz Lewandowski 22' · Błażej Augustyn 59' | (0:1) | 44' Kevin Méndez · 78' William De Camargo | Stadion Energa Gdańsk Widzów: 9 437 Sędzia: Dominik Sulikowski |

| 616 lipca 2021 | Lechia Gdańsk                                        | 3:2   | FK Panevėžys      |                                                                  |
| 19:00 CEST     | Michał Nalepa 26' · Conrado Buchanelli Holz 30', 45' | (3:2) | 22', 38' Elivelto | Polsat Plus Arena Gdańsk Widzów: 2 500 Sędzia: Filip Kaliszewski |
| 19:00 CEST     | Michał Nalepa                                        | (3:2) |                   | Polsat Plus Arena Gdańsk Widzów: 2 500 Sędzia: Filip Kaliszewski |

| 714 kwietnia 2022 | Lechia Gdańsk                                    | 2:3   | Szachtar Donieck                                |                                                                  |
| 19:30 CEST        | Bassekou Diabaté 11' · Krystian Okoniewski 90+2' | (1:1) | 7' (k), 58' Mychajło Mudryk · 90+4' Dmytro Keda | Polsat Plus Arena Gdańsk Widzów: 12 620 Sędzia: Szymon Marciniak |
| 19:30 CEST        | 83' Mychajło Mudryk                              | (1:1) |                                                 | Polsat Plus Arena Gdańsk Widzów: 12 620 Sędzia: Szymon Marciniak |

### Mecze Euro 2012
Stadion był jedną z aren Mistrzostw Europy w Piłce Nożnej w 2012 roku. W czasie trwania mistrzostw rozegrano na nim trzy spotkania grupowe i jeden ćwierćfinał.
| 1 Grupa C 10 czerwca 2012 18:00 CEST | Hiszpania · Cesc Fàbregas 64' | 1:10:0Raport | Włochy · 61' Antonio Di Natale | PGE Arena Gdańsk Widzów: 38 869 Sędzia: Viktor Kassai |
|                                      |                               |              |                                |                                                       |

| 2 Grupa C 14 czerwca 2012 20:45 CEST | Hiszpania · Fernando Torres 4', 70' · David Silva 49' · Cesc Fàbregas 83' | 4:01:0Raport | Irlandia | PGE Arena Gdańsk Widzów: 39 150 Sędzia: Pedro Proença |
|                                      |                                                                           |              |          |                                                       |

| 3 Grupa C 18 czerwca 2012 20:45 CEST | Chorwacja | 0:10:0Raport | Hiszpania · 88' Jesús Navas | PGE Arena Gdańsk Widzów: 39 076 Sędzia: Wolfgang Stark |
|                                      |           |              |                             |                                                        |

| 4 Ćwierćfinał 22 czerwca 2012 20:45 CEST | Niemcy · Philipp Lahm 39' · Sami Khedira 61' · Miroslav Klose 68' · Marco Reus 74' | 4:21:0Raport | Grecja · 55' Jorgos Samaras · 89' (k) Dimitris Salpingidis | PGE Arena Gdańsk Widzów: 38 751 Sędzia: Damir Skomina |
|                                          |                                                                                    |              |                                                            |                                                       |

### Reprezentacja Polski
| 16 września 2011 | Polska                                            | 2:2   | Niemcy                         |                                                        |
| 20:45 CEST       | Robert Lewandowski 55' · Jakub Błaszczykowski 90' | (0:0) | 67' Toni Kroos · 90+3' Cacau   | PGE Arena Gdańsk Widzów: 38 000 Sędzia: Daniele Orsato |
| 20:45 CEST       | Arkadiusz Głowacki 67', 80'                       | (0:0) | 84' Toni Kroos · 90' Tim Wiese | PGE Arena Gdańsk Widzów: 38 000 Sędzia: Daniele Orsato |

| 214 listopada 2012 | Polska                | 1:3   | Urugwaj                                                     |                                                       |
| 20:45 CET          | Ludovic Obraniak 64'  | (0:2) | 2' (sam.) Kamil Glik · 34' Edinson Cavani · 66' Luis Suárez | PGE Arena Gdańsk Widzów: 39 460 Sędzia: Willie Collum |
| 20:45 CET          | Marcin Wasilewski 23' | (0:2) |                                                             | PGE Arena Gdańsk Widzów: 39 460 Sędzia: Willie Collum |

| 314 sierpnia 2013 | Polska                                                       | 3:2   | Dania                                          |                                                        |
| 20:45 CEST        | Mateusz Klich 4' · Waldemar Sobota 59' · Piotr Zieliński 60' | (1:2) | 18' Christian Eriksen · 45' Martin Braithwaite | PGE Arena Gdańsk Widzów: 34 952 Sędzia: Yudai Yamamoto |
| 20:45 CEST        | Robert Lewandowski 36'                                       | (1:2) | 85' William Kvist                              | PGE Arena Gdańsk Widzów: 34 952 Sędzia: Yudai Yamamoto |

| 46 czerwca 2014 | Polska                                           | 2:1   | Litwa             |                                                     |
| 17:30 CEST      | Arkadiusz Milik 59' · Robert Lewandowski 79' (k) | (0:1) | 44' Lukas Spalvis | PGE Arena Gdańsk Widzów: 33 074 Sędzia: Minoru Tōjō |
| 17:30 CEST      | 58' Lukas Spalvis · 64' Karolis Chvedukas        | (0:1) |                   | PGE Arena Gdańsk Widzów: 33 074 Sędzia: Minoru Tōjō |

| 516 czerwca 2015 | Polska                | 0:0 | Grecja |                                                                                               |
| 20:45 CEST       |                       |     |        | PGE Arena Gdańsk Widzów: 37 192 Sędzia: do 30. minuty Alain Bieri od 30. minuty Marcin Borski |
| 20:45 CEST       | 89' Kostas Stafilidis |     |        | PGE Arena Gdańsk Widzów: 37 192 Sędzia: do 30. minuty Alain Bieri od 30. minuty Marcin Borski |

| 61 czerwca 2016 | Polska                 | 1:2   | Holandia                                      |                                                               |
| 20:45 CEST      | Artur Jędrzejczyk 60'  | (0:1) | 33' Vincent Janssen · 76' Georginio Wijnaldum | Stadion Energa Gdańsk Widzów: 40 392 Sędzia: Miroslav Zelinka |
| 20:45 CEST      | Robert Lewandowski 63' | (0:1) |                                               | Stadion Energa Gdańsk Widzów: 40 392 Sędzia: Miroslav Zelinka |

| 713 listopada 2017 | Polska | 0:1   | Meksyk           |                                                             |
| 20:45 CET          |        | (0:1) | 13' Raúl Jiménez | Stadion Energa Gdańsk Widzów: 32 736 Sędzia: Oliver Drachta |

| 815 listopada 2018 | Polska              | 0:1   | Czechy           |                                                               |
| 18:00 CET          |                     | (0:0) | 52' Jakub Jankto | Stadion Energa Gdańsk Widzów: 34 783 Sędzia: Stephan Klossner |
| 18:00 CET          | 85' Vladimír Darida | (0:0) |                  | Stadion Energa Gdańsk Widzów: 34 783 Sędzia: Stephan Klossner |

| 97 października 2020 | Polska                                                                   | 5:1   | Finlandia           |                                                           |
| 20:45 CEST           | Kamil Grosicki 9', 18', 38' · Krzysztof Piątek 53' · Arkadiusz Milik 87' | (3:0) | 68' Ilmari Niskanen | Stadion Energa Gdańsk Widzów: 3 000 Sędzia: Michal Ocenas |

| Liga Narodów 1011 października 2020 | Polska                  | 0:0                | Włochy |                                                                          |
| 20:45 CEST                          |                         |                    |        | Stadion Energa Gdańsk Widzów: 10 000 Sędzia: José María Sánchez Martínez |
| 20:45 CEST                          | Bartosz Bereszyński 35' | 78' Andrea Belotti |        | Stadion Energa Gdańsk Widzów: 10 000 Sędzia: José María Sánchez Martínez |

### Finał Ligi Europy 2020/2021

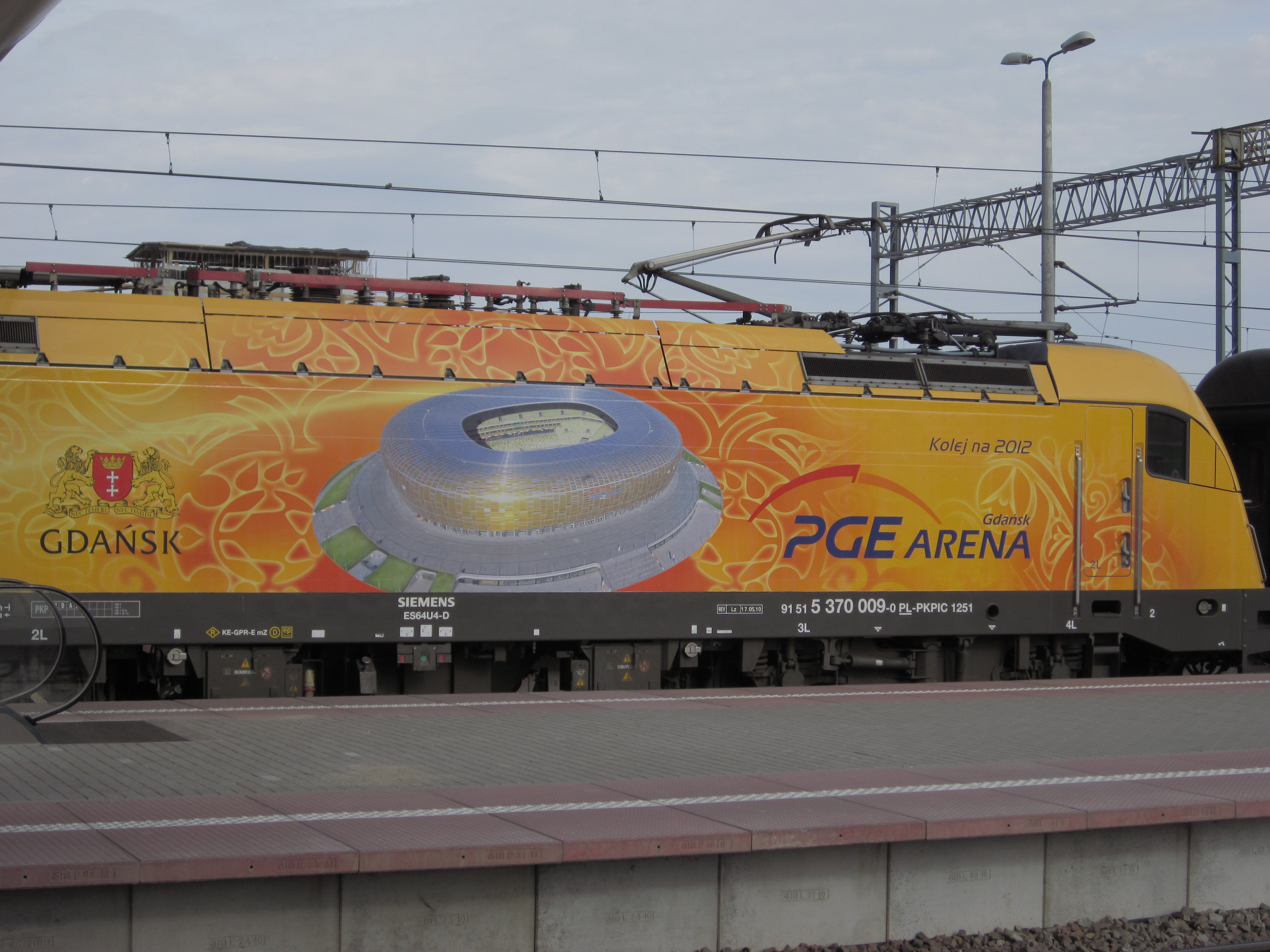
Wizerunek stadionu na lokomotywie EU44

| 26 maja 2021 21:00 CEST | Villarreal CF · Gerard Moreno 29'             | 1:1 (Dogr.) k. 11:101:0, 1:1, 1:1Raport | Manchester United · 55' Edinson Cavani          | Stadion Gdańsk Widzów: 9 412 Sędzia: Clément Turpin |
| | kartki: · Étienne Capoue 53' · Juan Foyth 84' | | kartki: · 82' Eric Bailly · 113' Edinson Cavani |                                                     |
| |                                               | Rzuty karne |                                                 |                                                     |
| Gerard Moreno · Daniel Raba · Paco Alcácer · Alberto Moreno · Dani Parejo · Moisés Gómez · Raúl Albiol · Francis Coquelin · Mario Gaspar · Pau Torres · Gerónimo Rulli |                                               | Juan Mata · Alex Telles · Bruno Fernandes · Marcus Rashford · Edinson Cavani · Fred · Daniel James · Luke Shaw · Axel Tuanzebe · Victor Lindelöf · David de Gea |                                                 |                                                     |